# Orx

Orx este o comună în departamentul Landes din sud-vestul Franței. În 2009 avea o populație de 495 de locuitori.

## Evoluția populației
| An        | 1975 | 1982 | 1990 | 1999 | 2006 | 2009 |
| --------- | ---- | ---- | ---- | ---- | ---- | ---- |
| Populație | 320  | 342  | 370  | 422  | 454  | 495  |